# Bruceton Mills
Bruceton Mills é uma cidade  localizada no estado norte-americano de Virgínia Ocidental, no Condado de Preston.

## Demografia
Segundo o censo norte-americano de 2000, a sua população era de 74 habitantes. 
Em 2006, foi estimada uma população de 75, um aumento de 1 (1.4%).

## Geografia
De acordo com o United States Census Bureau tem uma área de 
0,1 km², dos quais 0,1 km² cobertos por terra e 0,0 km² cobertos por água. Bruceton Mills localiza-se a aproximadamente 461 m acima do nível do mar.

## Localidades na vizinhança
O diagrama seguinte representa as localidades num raio de 20 km ao redor de Bruceton Mills. 